# Vandenboschia auriculata
Vandenboschia auriculata är en hinnbräkenväxtart som först beskrevs av Bl., och fick sitt nu gällande namn av Edwin Bingham Copeland. Vandenboschia auriculata ingår i släktet Vandenboschia och familjen Hymenophyllaceae. Inga underarter finns listade.